# Phoenix (album)
Phoenix är Zebraheads sjunde studioalbum, utgivet i Japan den 9 juli 2008 och i Europa och USA den 4 augusti 2008. Det är fortsättningen på Broadcast to the World som gavs ut 2006. "Mental Health" är albumets första singel, musikvideon gavs ut i juni, innan albumet släpptes i Japan. 

## Låtförteckning
1. "HMP" (Heavy Metal Pushups) – 3:03
2. "Hell Yeah!" – 3:38
3. "Just the Tip" – 3:18
4. "Mental Health" – 3:15
5. "The Juggernauts" – 4:00
6. "Death By Disco" – 3:25
7. "Be Careful What You Wish For" – 3:13
8. "Morse Code for Suckers" – 3:51
9. "Ignite" – 3:28
10. "Mike Dexter Is a God, Mike Dexter Is a Role Model, Mike Dexter Is an Asshole" – 3:38
11. "The Junkie and the Halo" – 3:30
12. "Brixton" – 3:09
13. "Hit the Ground" – 3:22
14. "Two Wrongs Don't Make a Right, But Three Rights Make a Left" – 3:34
15. "All for None and None for All" – 3:18
16. "Sorry, But Your Friends are Hot" – 3:48
17. "The Art of Breaking Up" – 3:19
18. "We're Not a Cover Band, We're a Tribute Band" – 3:48

## Nuvarande bandmedlemmar
- Matty Lewis – sång, gitarr
- Ali Tabatabaee – sång
- Greg Bergdorf – gitarr
- Ben Osmundson – bas
- Ed Udhus – trummor